# 分割政府
分割政府（ぶんかつせいふ、divided government）は、大統領制において行政府と立法府の支配が2つの政党で分割されている、または半大統領制において行政府自体が2つの政党で分割されている状態を指す。

## 大統領制
権力分立において、国家は様々な機関で分割され、それぞれの機関は独立した権力と責任範囲を持ち、どの権力も他の機関の権力と競合することはない。典型的な権力分立として、行政、立法、司法の三権分立が挙げられる。
分割政府は、様々なグループにより、上述の分立の利点あるいは望ましくない成果と見なされている。分割政府の賛成派は、分割により、反対勢力による権力の取り締まりを促進するだけでなく、支出や望ましくない法律の拡大を制限すると考えている一方で、反対派は、議論が不活発になり多くの行き詰まりにつながると主張する。1980年代後半にスタンフォード大学の政治学教授テリー・Ｍ・モーがこの問題について検証し、分割政府は妥協をもたらし、有益であると見なし得ると結論付けた一方で行政機関の決定を覆し、政治問題化させることが判明した。さらに、追加検証により、分割政府の下では、政治的なコンセンサスを得るために立法府がサンセット条項を付属して法案を可決することが判明している。
20世紀初期のアメリカ合衆国では分割政府は稀だったが、1970年代以降は次第にありふれたものになった。分割政府はgovernment trifecta（同一政党が行政府と立法府を支配する）とは対照的なものである。

## 半大統領制
フランスのように強力な大統領と首相が存在するシステムでは、分割政府はコアビタシオン（同棲）と呼ばれ、行政権は所属政党が異なる大統領と首相（議会の多数派政党）で分割される。こうした状態は、独立して選出される大統領と議会と大統領の両方に責任を負う首相が存在する行政府の二重性により生じる。